# Liste der längsten Hängebrücken

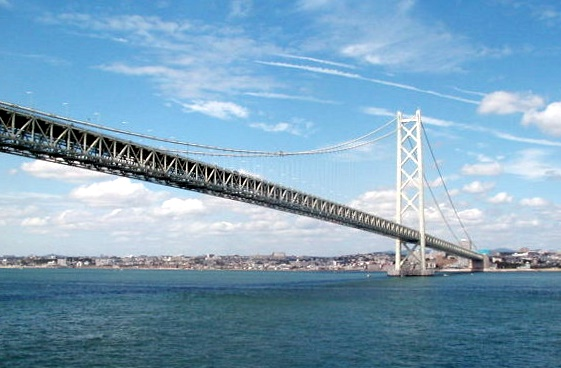
Die Akashi-Kaikyō-Brücke besitzt weltweit die zweitgrößte Mittelspannweite

Die Liste der längsten Hängebrücken ordnet Hängebrücken gemäß der Länge ihrer Mittelspannweite (Entfernung zwischen den Pylonen). Dies ist die am häufigsten verwendete Messgröße, um Hängebrücken miteinander zu vergleichen. Falls eine Brücke eine längere Spannweite besitzt als eine andere, bedeutet dies nicht, dass die Länge von Ufer zu Ufer zwingend größer sein muss. Allerdings steht die Mittelspannweite in einer Wechselbeziehung mit der Höhe der Pylonen und der Komplexität der Ingenieursleistung bei der Planung und der Bauausführung.

## Längste Hängebrücken
Die Liste enthält die 100 längsten Hängebrücken der Welt mit Straßen- und/oder Schienenverkehr. Diese sind nach der Länge der Mittelspannweite geordnet. Wann immer möglich ist auch die Gesamtlänge des Brückenzuges angegeben. Nicht aufgelistet werden Schrägseilbrücken, Fußgängerbrücken und Rohrleitungsbrücken.
Stand: 2022
| Rang | Brücke                                                      | Bild | Ort                                                                            | Gesamtlänge in Meter | Mittelspannweite in Meter | Fertigstellung im Jahr | siehe                          |
| ---- | ----------------------------------------------------------- | ---- | ------------------------------------------------------------------------------ | -------------------- | ------------------------- | ---------------------- | ------------------------------ |
| 1    | Çanakkale-1915-Brücke                                       |      | Türkei, Dardanellen (Marmarameer)                                              | 5169                 | 2023                      | 2022                   | [ 2 ]                          |
| 2    | Akashi-Kaikyō-Brücke                                        |      | Japan, Kōbe – Awaji                                                            | 3911                 | 1991                      | 1998                   | [ 3 ]                          |
| 3    | Xihoumen-Brücke                                             |      | Volksrepublik China, Zhoushan                                                  | 2713                 | 1650                      | 2008                   | [ 4 ]                          |
| 4    | Storebæltsbroen                                             |      | Dänemark, Großer Belt                                                          | 6790                 | 1624                      | 1998                   | [ 5 ]                          |
| 5    | Osman-Gazi-Brücke                                           |      | Türkei, Golf von İzmit (Marmarameer)                                           | 2907                 | 1550                      | 2016                   | [ 6 ]                          |
| 6    | Yi-Sun-sin-Brücke                                           |      | Südkorea, Gwangyang                                                            | 2260                 | 1545                      | 2012                   | [ 7 ]                          |
| 7    | Runyang-Brücke                                              |      | Volksrepublik China, Zhenjiang – Yangzhou                                      | 4888                 | 1490                      | 2005                   | [ 8 ]                          |
| 8    | Vierte Nanjing-Jangtse-Brücke                               |      | Volksrepublik China, Nanjing                                                   | 5437                 | 1418                      | 2012                   | [ 9 ]                          |
| 9    | Humber-Brücke                                               |      | Vereinigtes Königreich, Barton-upon-Humber – Hessle                            | 2220                 | 1410                      | 1981                   | [ 10 ]                         |
| 10   | Yavuz-Sultan-Selim-Brücke                                   |      | Türkei, Garipçe – Poyraz                                                       | 2164                 | 1408                      | 2016                   | [ 11 ]                         |
| 11   | Jiangyin-Brücke                                             |      | Volksrepublik China, Jiangyin – Jingjiang                                      | 4544                 | 1385                      | 1999                   | [ 12 ]                         |
| 12   | Tsing-Ma-Brücke                                             |      | Volksrepublik China, Tsing Yi – Ma Wan, Hongkong                               | 2160                 | 1377                      | 1997                   | [ 13 ]                         |
| 13   | Hardangerbrua                                               |      | Norwegen, Brimnes (Eidfjord) – Bruravik (Ulvik)                                | 1380                 | 1310                      | 2013                   | [ 14 ]                         |
| 14   | Verrazzano-Narrows Bridge                                   |      | Vereinigte Staaten, Brooklyn – Staten Island, New York City                    | 4175                 | 1298                      | 1964                   | [ 15 ]                         |
| 15   | Golden Gate Bridge                                          |      | Vereinigte Staaten, San Francisco – Sausalito, Kalifornien                     | 2737                 | 1280                      | 1937                   | [ 16 ]                         |
| 16   | Yangluo-Brücke                                              |      | Volksrepublik China, Wuhan                                                     | 4199                 | 1280                      | 2007                   | [ 17 ]                         |
| 17   | Högakustenbron                                              |      | Schweden, Härnösand – Kramfors                                                 | 1867                 | 1210                      | 1997                   | [ 18 ]                         |
| 18   | Aizhai-Brücke                                               |      | Volksrepublik China, Jishou, Hunan                                             | 986                  | 1176                      | 2012                   | [ 19 ]                         |
| 19   | Mackinac Bridge                                             |      | Vereinigte Staaten, Mackinaw City – St. Ignace, Michigan                       | 2626                 | 1158                      | 1957                   | [ 20 ]                         |
| 20   | Qingshuihe-Straßenbrücke                                    |      | Volksrepublik China, Qingshui Fluss                                            | 2188                 | 1130                      | 2015                   | [ 21 ]                         |
| 21   | Brăila-Brücke                                               |      | Rumänien, Brăila                                                               | 2194                 | 1120                      | 2023                   | [ 22 ]                         |
| 22   | Huangpu-Brücke                                              |      | Volksrepublik China, Guangzhou                                                 | 3635                 | 1108                      | 2008                   | [ 23 ]                         |
| 23   | Minami-Bisan-Seto-Brücke                                    |      | Japan, Kōjima – Sakaide                                                        | 1648                 | 1100                      | 1988                   | [ 24 ]                         |
| 24   | Fatih-Sultan-Mehmet-Brücke                                  |      | Türkei, Istanbul                                                               | 1510                 | 1090                      | 1988                   | [ 25 ]                         |
| 25   | Balinghe-Brücke                                             |      | Volksrepublik China, Guanling                                                  | 2237                 | 1088                      | 2009                   | [ 26 ]                         |
| 26   | Taizhou-Brücke                                              |      | Volksrepublik China, Taizhou, Jiangsu                                          | 9726                 | 1080                      | 2012                   | [ 27 ] [ Anm 1 ] [ 28 ] [ 29 ] |
| 27   | Ma’anshan-Brücke                                            |      | Volksrepublik China, Ma’anshan, Anhui                                          | 3543                 | 1080                      | 2013                   | [ 30 ]                         |
| 28   | Brücke der Märtyrer des 15. Juli                            |      | Türkei, Istanbul                                                               | 1560                 | 1074                      | 1973                   | [ 31 ]                         |
| 29   | George Washington Bridge                                    |      | Vereinigte Staaten, Fort Lee (New Jersey) – Manhattan (New York City)          | 1451                 | 1067                      | 1931                   | [ 32 ]                         |
| 30   | Dritte Kurushima-Brücke                                     |      | Japan, Onomichi – Imabari                                                      | 1570                 | 1030                      | 1999                   | [ 33 ]                         |
| 31   | Zweite Kurushima-Brücke                                     |      | Japan, Onomichi – Imabari                                                      | 1515                 | 1020                      | 1999                   | [ 33 ]                         |
| 32   | Ponte 25 de Abril                                           |      | Portugal, Lissabon – Almada                                                    | 2277                 | 1013                      | 1966                   | [ 34 ]                         |
| 33   | Forth Road Bridge                                           |      | Vereinigtes Königreich, Firth of Forth, Schottland                             | 2512                 | 1006                      | 1964                   | [ 35 ]                         |
| 34   | Kita-Bisan-Seto-Brücke                                      |      | Japan, Kōjima – Sakaide                                                        | 1538                 | 990                       | 1988                   | [ 24 ]                         |
| 35   | Severn Bridge                                               |      | Vereinigtes Königreich, Bristolkanal, England                                  | 1597                 | 988                       | 1966                   | [ 36 ]                         |
| 36   | Yichang-Brücke                                              |      | Volksrepublik China, Yichang                                                   | 3150                 | 960                       | 1996                   | [ 37 ]                         |
| 37   | Shimotsui-Seto-Brücke                                       |      | Japan, Kōjima – Sakaide                                                        | 1400                 | 940                       | 1988                   | [ 24 ]                         |
| 38   | Xiling-Brücke                                               |      | Volksrepublik China, Xiling                                                    | 3150                 | 900                       | 1996                   | [ 38 ]                         |
| 39   | Siduhe-Brücke                                               |      | Volksrepublik China, Yesanguan                                                 | 2953                 | 900                       | 2009                   | [ 39 ]                         |
| 40   | Humen-Brücke                                                |      | Volksrepublik China, Dongguan                                                  | 3618                 | 888                       | 1997                   | [ 40 ]                         |
| 41   | Ōnaruto-Brücke                                              |      | Japan, Minami-Awaji – Naruto                                                   | 1629                 | 876                       | 1985                   | [ 3 ]                          |
| 42   | Lishui-Brücke                                               |      | Volksrepublik China, Zhangjiajie, Hunan                                        | 2808                 | 856                       | 2013                   | [ 41 ]                         |
| 43   | Tacoma-Narrows-Brücke (Nord)                                |      | Vereinigte Staaten, Tacoma – Gig Harbor, Washington                            | 1822                 | 853                       | 1950                   | [ 42 ]                         |
| 44   | Tacoma-Narrows-Brücke (Süd)                                 |      | Vereinigte Staaten, Tacoma – Gig Harbor, Washington                            | 1646                 | 853                       | 2007                   | [ 42 ]                         |
| 45   | Askøy-Brücke                                                |      | Norwegen, Bergen – Askøy                                                       | 1057                 | 850                       | 1992                   | [ 43 ]                         |
| 46   | Nanxi-Brücke                                                |      | Volksrepublik China, Nanxi, Yibin, Sichuan                                     | 1424                 | 820                       | 2012                   |                                |
| 47   | Qincaobei-Brücke                                            |      | Volksrepublik China, Lidu, Chongqing                                           | 2585                 | 788                       | 2013                   |                                |
| 48   | Innoshima-Brücke                                            |      | Japan, Onomichi – Imabari                                                      | 1339                 | 770                       | 1983                   | [ 33 ]                         |
| 49   | Akinada-Brücke                                              |      | Japan, Hiroshima                                                               | 1175                 | 750                       | 2000                   | [ 44 ]                         |
| 50   | Semei-Brücke                                                |      | Kasachstan, Semei                                                              | 1086                 | 750                       | 2002                   | [ 45 ]                         |
| 51   | Carquinez-Brücke                                            |      | Vereinigte Staaten, Vallejo – Crockett, Kalifornien                            | 1056                 | 728                       | 2003                   | [ 46 ]                         |
| 52   | Hakuchō-Brücke                                              |      | Japan, Muroran                                                                 | 1380                 | 720                       | 1998                   | [ 47 ]                         |
| 53   | Puente de Angostura                                         |      | Venezuela, Ciudad Bolívar                                                      | 1679                 | 712                       | 1967                   | [ 48 ]                         |
| 54   | Kammon-Brücke                                               |      | Japan, Shimonoseki – Kitakyūshū                                                | 1068                 | 712                       | 1973                   | [ 49 ]                         |
| 55   | San Francisco-Oakland Bay Bridge Willie L. Brown Jr. Bridge |      | Vereinigte Staaten, San Francisco – Oakland, Kalifornien                       | 3141                 | 704                       | 1936                   | [ 50 ] [ 51 ]                  |
| 56   | Bronx-Whitestone Bridge                                     |      | Vereinigte Staaten, Queens – Bronx, New York City                              | 8320                 | 701                       | 1939                   | [ 52 ]                         |
| 57   | Brücke Maputo–Katembe                                       |      | Mosambik, Maputo – Katembe                                                     | 3041                 | 680                       | 2018                   |                                |
| 58   | Stord-Brücke                                                |      | Norwegen, Stord – Føyno                                                        | 1076                 | 677                       | 2001                   | [ 53 ]                         |
| 59   | Pont Pierre-Laporte                                         |      | Kanada, Québec – Lévis                                                         | 1041                 | 668                       | 1970                   | [ 54 ]                         |
| 60   | Delaware Memorial Bridge I & II                             |      | Vereinigte Staaten, New Castle (Delaware) – Pennsville (New Jersey)            | 1113                 | 655                       | 1951 und 1968          | [ 55 ]                         |
| 61   | Haicang-Brücke                                              |      | Volksrepublik China, Xiamen                                                    | 2126                 | 648                       | 1999                   | [ 56 ]                         |
| 62   | Beipanjiang-Straßenbrücke                                   |      | Volksrepublik China, Qinglong (Qianxinan), Guizhou                             | 1020                 | 636                       | 2009                   |                                |
| 63   | Gjemnessund-Brücke                                          |      | Norwegen, Gjemnes – Bergsøya                                                   | 1257                 | 623                       | 1992                   | [ 57 ]                         |
| 64   | Yuzui-Brücke                                                |      | Volksrepublik China, Chongqing                                                 | 2021                 | 616                       | 2010                   | [ 58 ]                         |
| 65   | Walt Whitman Bridge                                         |      | Vereinigte Staaten, Philadelphia (Pennsylvania) – Gloucester City (New Jersey) | 3652                 | 610                       | 1957                   | [ 59 ]                         |
| 66   | Pont de Tancarville                                         |      | Frankreich, Tancarville – Marais-Vernier, Normandie                            | 960                  | 608                       | 1959                   | [ 60 ]                         |
| 67   | Ny Lillebæltsbro                                            |      | Dänemark, Kleiner Belt                                                         | 1700                 | 600                       | 1970                   | [ 61 ]                         |
| 68   | Erste Kurushima-Kaikyo-Brücke                               |      | Japan, Onomichi – Imabari                                                      | 960                  | 600                       | 1999                   | [ 33 ]                         |
| 69   | Egongyan-Brücke                                             |      | Volksrepublik China, Chongqing                                                 | 1969                 | 600                       | 2000                   | [ 62 ]                         |
| 70   | Osterøy-Brücke                                              |      | Norwegen, Osterøy – Bergen                                                     | 917                  | 595                       | 1997                   | [ 63 ]                         |
| 71   | Zweite Wanxian-Brücke                                       |      | Volksrepublik China, Chongqing                                                 | 1903                 | 580                       | 2004                   | [ 64 ]                         |
| 72   | Bømla-Brücke                                                |      | Norwegen, Bømlo – Stord                                                        | 998                  | 577                       | 2001                   | [ 53 ]                         |
| 73   | Rainbow Bridge                                              |      | Japan, Tokio                                                                   | 798                  | 570                       | 1993                   | [ 65 ]                         |
| 74   | Ambassador Bridge                                           |      | Vereinigte Staaten, Detroit, Michigan ↑↓ Kanada, Windsor, Ontario              | 2286                 | 564                       | 1929                   | [ 66 ]                         |
| 75   | Ōshima-Brücke                                               |      | Japan, Onomichi – Imabari                                                      | 840                  | 560                       | 1988                   | [ 33 ]                         |
| 76   | Zhongxian-Brücke                                            |      | Volksrepublik China, Chongqing                                                 | 1837                 | 560                       | 2001                   | [ 67 ]                         |
| 77   | Throgs Neck Bridge                                          |      | Vereinigte Staaten, Bronx – Queens, New York City                              | 888                  | 549                       | 1961                   | [ 68 ]                         |
| 78   | Toyoshima-Brücke                                            |      | Japan, Präfektur Hiroshima                                                     | 930                  | 540                       | 2008                   |                                |
| 79   | Benjamin Franklin Bridge                                    |      | Vereinigte Staaten, Philadelphia (Pennsylvania) – Camden (New Jersey)          | 973                  | 533                       | 1926                   | [ 69 ]                         |
| 80   | Skjomen-Brücke                                              |      | Norwegen, Narvik                                                               | 711                  | 525                       | 1972                   | [ 70 ]                         |
| 81   | Kvalsund-Brücke                                             |      | Norwegen, Kvalsund – Hammerfest                                                | 741                  | 525                       | 1977                   | [ 71 ]                         |
| 82   | Dalsfjord-Brücke                                            |      | Norwegen, Dale (Fjaler) – Askvoll                                              | 619                  | 523                       | 2013                   | [ 72 ]                         |
| 83   | Matadi-Brücke                                               |      | Demokratische Republik Kongo, Matadi                                           | 722                  | 520                       | 1983                   | [ 73 ]                         |
| 84   | Rheinbrücke Emmerich                                        |      | Deutschland, Emmerich am Rhein – Kleve                                         | 803                  | 500                       | 1965                   | [ 74 ]                         |
| 85   | Dazi-Brücke                                                 |      | Volksrepublik China, Dagzê                                                     | 1640                 | 500                       | 1984                   | [ 75 ]                         |
| 86   | Gwang-An-Brücke                                             |      | Südkorea, Busan                                                                | 900                  | 500                       | 2002                   | [ 76 ]                         |
| 87   | Bear Mountain Bridge                                        |      | Vereinigte Staaten, Peekskill (New York)                                       | 687                  | 497                       | 1924                   | [ 77 ]                         |
| 88   | Williamsburg Bridge                                         |      | Vereinigte Staaten, Manhattan – Brooklyn, New York City                        | 2227                 | 488                       | 1903                   | [ 78 ]                         |
| 89   | Chesapeake Bay Bridge I & II                                |      | Vereinigte Staaten, Chesapeake Bay, Maryland                                   | 5946                 | 488                       | 1952 und 1973          | [ 79 ]                         |
| 90   | Claiborne Pell Newport Bridge                               |      | Vereinigte Staaten, Newport – Jamestown, Rhode Island                          | 3428                 | 488                       | 1969                   | [ 80 ]                         |
| 91   | Brooklyn Bridge                                             |      | Vereinigte Staaten, Manhattan – Brooklyn, New York City                        | 1834                 | 486                       | 1883                   | [ 78 ] [ 81 ]                  |
| 92   | Lions Gate Bridge                                           |      | Kanada, Vancouver – North Vancouver, British Columbia                          | 1517                 | 473                       | 1938                   | [ 82 ]                         |
| 93   | Sotra-Brücke                                                |      | Norwegen, Bergen – Sotra                                                       | 1236                 | 468                       | 1971                   | [ 83 ]                         |
| 94   | Hirado-Brücke                                               |      | Japan, Hirado                                                                  | 665                  | 460                       | 1977                   | [ 84 ]                         |
| 95   | Mid-Hudson Bridge                                           |      | Vereinigte Staaten, Poughkeepsie (New York)                                    | 914                  | 457                       | 1930                   | [ 85 ]                         |
| 96   | Vincent Thomas Bridge                                       |      | Vereinigte Staaten, Los Angeles                                                | 1847                 | 457                       | 1963                   | [ 86 ]                         |
| 97   | Shantou-Brücke                                              |      | Volksrepublik China, Shantou                                                   | 2420                 | 452                       | 1996                   | [ 87 ]                         |
| 98   | Fengdu-Brücke                                               |      | Volksrepublik China, Sichuan                                                   | 1476                 | 450                       | 1996                   | [ 88 ]                         |
| 99   | Manhattan Bridge                                            |      | Vereinigte Staaten, Manhattan – Brooklyn, New York City                        | 2089                 | 448                       | 1909                   | [ 78 ]                         |
| 100  | Lysefjordbrücke                                             |      | Norwegen, Forsand                                                              | 639                  | 446                       | 1997                   | [ 89 ]                         |
| 101  | San Francisco-Oakland Bay Bridge                            |      | Vereinigte Staaten, San Francisco – Oakland, Kalifornien                       | 3102                 | 430                       | 1936                   | [ 50 ] [ 90 ]                  |

## Längste Fußgängerhängebrücken und Seilbrücken
Ebenso wie Fußgängerhängebrücken sind Seilbrücken meist Brücken für Fußgänger.
| Rang | Seilbrücke                                       | Bild                                                  | Ort                                        | Gesamtlänge in Meter | Fertigstellung | siehe         |
| ---- | ------------------------------------------------ | ----------------------------------------------------- | ------------------------------------------ | -------------------- | -------------- | ------------- |
| 1    | Brücke der nationalen Einheit, auch: Zemplén 723 |                                                       | Ungarn, Sátoraljaújhely                    | 723                  | Juni 2024      | [ 91 ]        |
| 2    | Sky Bridge 721                                   |                                                       | Tschechien, Dolní Morava                   | 721                  | Mai 2022       | [ 92 ] [ 93 ] |
| 3    | Skywalk Willingen                                |                                                       | Deutschland, Willingen                     | 669                  | Herbst 2022    | [ 94 ]        |
| 4    | Bạch-Long-Brücke                                 |                                                       | Vietnam, Sơn La                            | 632                  | Frühling 2022  | [ 95 ]        |
| 5    | Pont Tibetà de Canillo                           |                                                       | Andorra, Canillo                           | 603                  | Juni 2022      | [ 96 ]        |
| 6    | Baglung-Parbat-Hängebrücke                       |                                                       | Nepal, Baglung/Kushma                      | 567                  | 2020           | [ 97 ]        |
| 7    | 516 Arouca                                       |                                                       | Portugal, Arouca                           | 516                  | 2021           |               |
| 8    | Charles Kuonen Hängebrücke                       |                                                       | Schweiz, Randa                             | 494                  | 2017           | [ 98 ]        |
| 9    | Titan RT                                         |                                                       | Deutschland, Oberharz am Brocken           | 483                  | 2017           | [ 99 ]        |
| 10   | Blackforestline                                  |                                                       | Deutschland, Todtnauberg                   | 450                  | 2023           | [ 100 ]       |
| 11   | Skybridge (Sotschi)                              |                                                       | Russland, Skypark AJ Hackett, Sotschi      | 439                  | 2014           | [ 101 ]       |
| 12   | Highline179                                      |                                                       | Österreich, Reutte                         | 405                  | 2014           |               |
| 13   | Wildline                                         | Suspension bridge „Wildline“ in Bad Wildbad (Germany) | Deutschland, Bad Wildbad                   | 380                  | 2018           | [ 102 ]       |
| 14   | Raiffeisen Skywalk                               |                                                       | Schweiz, Sattel SZ                         | 374                  | 2010           |               |
| 15   | Geierlay                                         |                                                       | Deutschland, Mörsdorf – Sosberg (Hunsrück) | 360                  | 2015           |               |
| 16   | Panoramabrücke Sigriswil                         |                                                       | Schweiz, Sigriswil                         | 344                  | 2012           | [ 103 ]       |
| 17   | Goms Bridge                                      |                                                       | Schweiz, Bellwald und Ernen                | 278                  | 2015           |               |
| 18   | Tibetische Brücke Carasc                         |                                                       | Schweiz, Monte Carasso und Sementina       | 270                  |                |               |
| 19   | Hängebrücke Holzgau                              |                                                       | Österreich, Holzgau                        | 200,5                | 2012           |               |
| 20   | Triftbrücke                                      |                                                       | Schweiz, Gadmertal                         | 170                  | 2009           |               |
| 21   | Aspi-Titter Hängebrücke                          |                                                       | Schweiz, Bellwald und Fieschertal          | 160                  | 2016           |               |
| 22   | Hängebrücke Hohstalden                           |                                                       | Schweiz, Frutigen                          | 153                  | 2006           |               |
| 23   | Capilano Suspension Bridge                       |                                                       | Kanada, North Vancouver                    | 136                  | 1889 1956      |               |